# Labium bivittatum
Labium bivittatum là một loài tò vò trong họ Ichneumonidae.